# César Acuña
César Acuña Peralta (Tacabamba, Cajamarca, 10 de agosto de 1952) es un ingeniero químico, empresario y político peruano. Líder y fundador del partido Alianza para el Progreso, ejerce actualmente como gobernador regional de La Libertad desde el 1 de enero del 2023, cargo que ejerció anteriormente en 2015. Fue también alcalde de la provincia de Trujillo en 2 ocasiones y congresista de la república durante 2 periodos parlamentarios. Es propietario de la Universidad César Vallejo y la Universidad Señor de Sipán.

## Biografía

Familia Acuña Peralta.

Nació en el caserío peruano de Ayaque, distrito de Tacabamba, provincia de Chota, departamento de Cajamarca. Es el tercero de doce hermanos, hijos de la unión entre Héctor Acuña Cabrera y Clementina Peralta Alvarado, personas dedicadas a las labores agrícolas. Sus hermanos Virgilio, Humberto, Héctor y Mary también han sido congresistas.
Sus padres no contaban con educación formal (solo el padre cursó primaria). Acuña y sus 11 hermanos realizaron sus estudios primarios y secundarios en el Colegio Nacional Mixto de Tacabamba.

## Vida académica y empresarial
Cuando tenía 18 años viajó a Trujillo e ingresó en 1972 a la Facultad de Ingeniería Química de la Universidad Nacional de Trujillo (UNT). Egresó de allí 23 años después. Para cubrir sus gastos estudiantiles tuvo que vender cañazo (licor) que obtenía de la entonces hacienda azucarera Casa Grande.
Siendo estudiante, fundó la Academia Preuniversitaria Ingeniería en 1980, iniciando así su carrera como empresario en la educación. Esta academia se ubicaba en la Av. Carrión. Sin embargo, en el libro Plata como cancha se menciona que el inmueble en que funcionó la academia, entre 1985 y 1991, se encontraba en la cuadra seis de la calle Independencia y que le alquiló una casona colonial a José Lynch Gamero por dos años, contrato que concluiría indefectiblemente en 1987. Al terminar el contrato, César Acuña no devolvió el inmueble, obligando al propietario a batallar por cuatro años en el Poder Judicial hasta llegar a la Corte Suprema.
El 12 de noviembre de 1991 fue promulgada la Ley 25350 que creó la Universidad César Vallejo de Trujillo. Más tarde, las sedes de esta universidad se extenderían a Chiclayo, Piura, Chimbote, Tarapoto, Lima Norte, Lima Este, Huaraz y Moyobamba. En 1996 fundó el Club Deportivo Universidad César Vallejo que representa a la Universidad César Vallejo en el fútbol profesional peruano y la cadena de televisión regional UCV Satelital. En el 2001 estableció la Universidad Señor de Sipán en Chiclayo, en el 2004 funda el Harvard College de Piura y el Colegio-Academia Ingeniería de Trujillo.
Estudió maestría en Dirección Universitaria en Universidad de los Andes y Doctorado en Educación en la Universidad Complutense de Madrid (España). Posdoctorado en Comunicación, Educación y Cultura por la Universidad Santo Tomás, Colombia, Magíster en Administración de la Educación por la Universidad de Lima, Perú.

## Carrera política
Acuña inició su carrera política en las elecciones generales de 1990, donde postuló por primera vez a la Cámara de Diputados por la Izquierda Socialista del distrito electoral de La Libertad. Aunque no fue elegido, comenzó a trabajar para fundar su propio partido político.

### Congresista de la República
En el año 2000 Acuña se integró al partido Solidaridad Nacional de Luis Castañeda Lossio y luego participó como candidato al Congreso de la República en las elecciones parlamentarias, donde logró ser elegido con 23,852 votos para el periodo parlamentario 2000-2001.
A pocas semanas de su juramentación, Acuña renunció a la bancada de Solidaridad Nacional y pasó a ser independiente. 
En noviembre del 2000, tras la publicación de los Vladivideos y la renuncia de Alberto Fujimori a la Presidencia de la República mediante un fax, su cargo parlamentario parlamentario es reducido hasta julio del 2001 donde se convocó a nuevas elecciones. Antes de ello, Acuña se negó colaborar por el partido oficialista Perú 2000.
Fue integrante de la Subcomisión sobre el Vídeo de la Corrupción, caso Kouri-Montesinos, integrante de la Subcomisión Investigadora sobre la Contraloría General de la República, Carmen Higaonna, e integrante de la Subcomisión Investigadora sobre el Vídeo de la Indignación, caso Gamarra.
En las elecciones generales del 2001, fue reelegido Congresista por Unidad Nacional para el periodo parlamentario 2001-2006.
El 8 de diciembre de 2001, en Trujillo, Acuña fundó Alianza para el Progreso, su propio partido político. Después de este hecho, abandonó el grupo parlamentario de Unidad Nacional y volvió a formar un bloque independiente. A lo largo de su mandato en el Congreso, lideró numerosos proyectos de ley relacionados con la normativa empresarial de la educación y fue miembro de la comisión investigadora sobre la corrupción en el régimen de Fujimori.
En las elecciones generales del 2006, Acuña invitó al ex-congresista Natale Amprimo para que sea su candidato presidencial por su partido Alianza para el Progreso, y a él mismo como candidato a la primera Vicepresidencia (lo que le permitió postularse simultáneamente para la reelección al Congreso). Aunque logró el conteo de votos más alto en su circunscripción, los resultados a nivel nacional fueron el 2.3% del voto popular, no logrando pasar el nuevo umbral electoral. La propia candidatura presidencial alcanzó el 0,4% del voto popular, situándose en décimo lugar.

### Alcalde de Trujillo

#### Primer periodo: 2006-2010
Tras los malos resultados de las elecciones del 2006, Alianza para el Progreso perdió su registro de partido en el Jurado Nacional de Elecciones junto con el resto de los partidos que no lograron pasar el umbral. Ese mismo año, Acuña hizo su primera candidatura a la alcaldía de Trujillo. Estando perdiendo durante toda la campaña, su victoria fue un gran golpe para el Partido Aprista peruano, ya que la ciudad es ampliamente reconocida como el lugar de nacimiento y bastión del Partido Aprista en el norte peruano. Alcanzó el 56,5% del voto popular. El presidente de Perú y líder del Partido Aprista Peruano, Alan García, lamentó la derrota de su partido en Trujillo, al ser citado por la prensa diciendo: "Lloré la noche del domingo porque nunca pensé que la cuna y la tumba de Haya de la Torre se pudiera perder. Es una puñalada en el corazón, lo digo como un hijo. En algún momento recuperaré Trujillo aunque tenga que ser candidato a la alcaldía personalmente. Mucha gente buena de Trujillo ha castigado los desórdenes y el orgullo de algunos allá ... ”.

#### Segundo periodo: 2010-2014
Acuña se postuló para la reelección de alcalde en 2010, derrotando una vez más al candidato del Partido Aprista peruano, Daniel Salaverry, con el 43,9% del voto popular. Posteriormente, se supo que,  el 18 de marzo de 2010 en el local de su partido, Acuña pidió a sus dirigentes ubicar a 100 familias necesitadas en igual número de zonas para entregarles víveres a cambio de votos. Por ello, la Tercera Fiscalía Provincial Penal Corporativa de Trujillo solicitó nueve años de prisión contra él, por los presuntos delitos de abuso de autoridad específico con fines electorales, inducción al voto y falsedad genérica.

### Gobernador Regional de La Libertad
Después de 7 años en el cargo, renunció formalmente a la alcaldía para postularse en las elecciones regionales del 2014 como candidato a gobernador regional de La Libertad. La región había sido gobernada por José Murgia desde 2003 y seguía siendo la última gobernación aprista a nivel nacional. Acuña finalmente ganó las elecciones con el 43,6% del voto popular.
Al asumir el cargo en enero de 2015, Acuña dirigió diversos programas de infraestructura en toda la región y se enfrentó constantemente con el nuevo alcalde de Trujillo, un excoronel de la policía llamado Elidio Espinoza, un independiente que derrotó a Alianza para el Progreso el año anterior.

### Candidato presidencial

#### Elecciones generales del 2016
Acuña comenzó a ganar terreno en las encuestas a nivel nacional a mediados de 2015. Considerado un candidato potencial para la presidencia en las elecciones generales de 2016, inició un comité exploratorio en septiembre de 2015. Después de 10 meses en el cargo, renunció como gobernador y comenzó una candidatura presidencial a gran escala con Alianza para el Progreso.
Tras su anuncio, comenzó a ganar impulso en las encuestas. En noviembre de 2015, quedó tercero por primera vez, detrás de los favoritos Keiko Fujimori y Pedro Pablo Kuczynski, y por encima de Alan García. Su apoyo popular fue visto en gran parte por los medios como un rechazo hacia la clase política tradicional. Al registrar su boleto, Acuña anunció como compañeros de fórmula a la exministra de la Mujer y Desarrollo Social, Anel Townsend, y al congresista Humberto Lay. A raíz de este evento, anunció la composición de la coalición Alianza para el Progreso del Perú, que incluía a su partido, Restauración Nacional, y Somos Perú.
Su campaña estuvo marcada por la polémica. Durante el mes de enero fue acusado de plagio tanto en su maestría como en su tesis de doctorado, en la Universidad de Lima y la Universidad Complutense de Madrid, respectivamente. Aunque negó las acusaciones, las universidades abrieron investigaciones en su contra. En medio del escándalo, también fue acusado de plagiar toda una obra titulada Política educativa , escrita por un profesor suyo, Otoniel Alvarado. Acuña afirmó que ambos autores habían acordado publicar el trabajo juntos en autorías separadas, pero Alvarado negó cualquier tipo de acuerdo y procedió a denunciarlo públicamente por plagio. Acuña luego comentó sobre el tema al declarar a la prensa que no había cometido plagio, y que "era sólo una copia". Ante las numerosas acusaciones contra su persona, Francisco Miró Quesada Rada dimitió como rector de la Universidad César Vallejo. Acuña lo reemplazó nombrando a la ex primera ministra del Perú, Beatriz Merino, como nueva rectora de su universidad.
A raíz de los hechos anteriores, Acuña fue acusado de intento de compra de votos durante una campaña electoral, ya que ofreció dinero a un joven discapacitado para su futura operación médica. Calificando su gesto de "ayuda humanitaria", el Jurado Nacional Electoral procedió a abrir una investigación. Posteriormente fue excluido de las elecciones, junto con otro candidato que era favorito, Julio Guzmán, por irregularidades en el procedimiento de nominación. Aunque su equipo de campaña presentó numerosas apelaciones a la prohibición, finalmente no fue anulada. Su última aparición en las elecciones lo colocó en cuarto lugar. Los analistas vieron su exclusión de las elecciones con Guzmán como una palanca para otros candidatos, principalmente Pedro Pablo Kuczynski, quien logró obtener el segundo lugar y clasificarse para la segunda vuelta ante la favorita Keiko Fujimori. Kuczynski, un ex aliado de Acuña, fue posteriormente elegido presidente en la segunda vuelta.
Aunque su nominación presidencial fue excluida de las elecciones de 2016, Alianza para el Progreso obtuvo el 9,2% del voto popular a nivel parlamentario, obteniendo 9 de los 130 escaños en el Congreso peruano. Tras la disolución del Congreso el 30 de septiembre de 2019 por parte del presidente Martín Vizcarra, su partido obtuvo el 10,0% del voto popular y 22 de los 130 escaños en las Elecciones parlamentarias extraordinarias de Perú de 2020.
Acuña se mostró escéptico de postularse para la presidencia en las elecciones generales de Perú de 2021, pero sigue votando como candidato potencial debido a la gran popularidad que ha logrado su partido desde las elecciones parlamentarias de 2020.

#### Elecciones generales del 2021
En las elecciones generales del 2021, como candidato presidencial solo obtuvo el 4.8% de los votos emitidos, ubicándose en el sétimo lugar de los resultados finales. En la segunda vuelta, entre Pedro Castillo y Keiko Fujimori señaló que su partido apoyaría a esta última, la que finalmente perdió.

### Regreso como gobernador

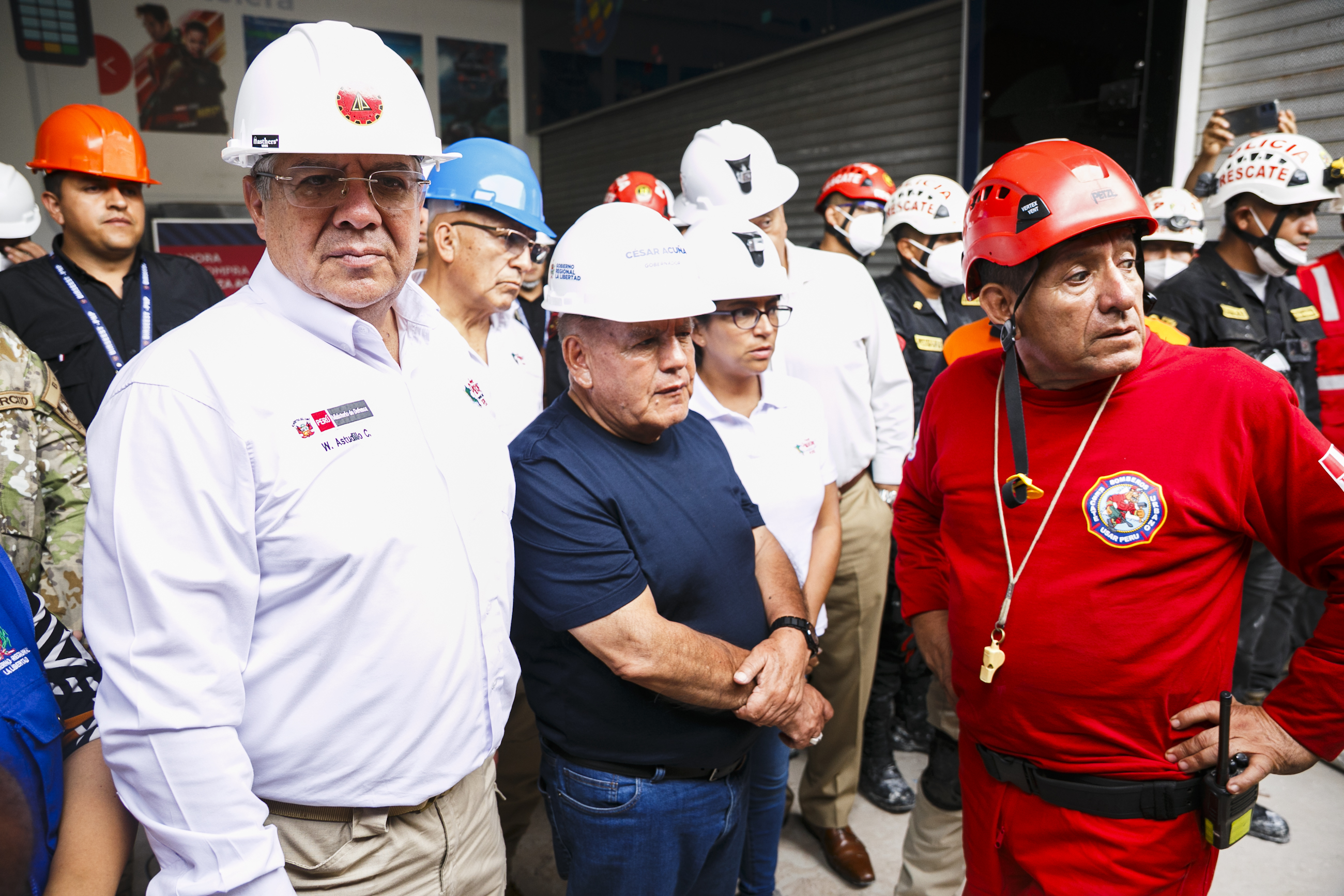
César Acuña, acompañado del ministro de Defensa, Walter Astudillo, y otras autoridades, visitó el Real Plaza Trujillo tras el colapso del techo en el centro comercial.

En 2022, César Acuña fue elegido gobernador regional de La Libertad por el partido Alianza para el Progreso. Durante su campaña electoral, Acuña se caracterizó por utilizar el concepto de memes para promocionar sus obras y propuestas. Esta estrategia, si bien novedosa, generó controversia entre algunos sectores de la población.  Posteriormente, aseguró que había sido contactado por un ser divino para recibir apoyo en su vida diaria.
Acuña recurrió a publirreportajes para mejorar su imagen. Además, solicitó licencias de viajes internacionales sin goce de haber en algunos meses del año, en que se acercó al límite establecido de 45 días de ausencia.
Acuña intentó minimizar la crisis de seguridad desde 2021, que también se extendió al departamento peruano, afirmando que en la capital «no hay ningún secuestro ni amenazas, solo bastante extorsión».

## Controversias
Entre 2005 y 2022, César Acuña fue protagonista de 72 carpetas fiscales, de las cuales 64 lo involucraban como imputado.
Durante la campaña de las elecciones generales del 2011, fue sancionado por violar la neutralidad electoral en favor de su hijo, al asistir al local de votaciones acompañándolo. Y además por salir en el spot publicitario del candidato presidencial Pedro Pablo Kuczynski, adjudicando en su defensa, no haber sido partícipe directamente de ello.
En junio del 2012, la ONPE multó con más de 9 millones de soles a Alianza para el Progreso liderado por Acuña por haber recibido aportes 10 veces mayores del límite permitido de parte de la Universidad César Vallejo, propiedad de Acuña.
En mayo del 2013, se dio a conocer un video filtrado, en el cual Acuña propone a miembros de su partido dar dádivas para lograr su reelección como alcalde de Trujillo, presuntamente utilizando fondos públicos. Acuña indicó que lo hacía para ayudar y que no le parece algo malo, pero negó en un programa televisivo, que haya sido con fondos públicos.
El decano de la Facultad de Ingeniería de la Universidad Nacional de Trujillo, Masahiro Ywanaga Angulo, cuestiona la veracidad del diploma obtenido por César Acuña en dicha casa de estudios. Alegando que, Acuña entró a la UNT en 1973, y terminó de estudiar en 1986. Masahiro señala que Acuña obtuvo en el año 1977, 48 créditos en un ciclo cuando lo normal es 22, lo cual apunta a irregularidades en las calificaciones. En 1980 Acuña pidió sustentar la tesis de bachiller cuando aun le faltaba aprobar cursos para graduarse y posteriormente realizó 8 cursos de los cuales algunos eran del primer, tercer ciclo y cuarto ciclo que incluían cursos que necesitaban haber cursado y aprobado otros previos.
En enero de 2016 fue acusado de cometer plagio en su tesis doctoral realizada en 2009 en la Universidad Complutense de Madrid. La cual fue desmentida en marzo de 2017, luego de abrir una investigación por la Comisión Jurídica Asesora de la Comunidad de Madrid, concluyendo que no se trató de un plagio, sino más bien de omisiones involuntarias de los autores correspondientes en algunas citas.
En septiembre de 2016, la Universidad de Lima también comprobó que Acuña cometió plagio en cuatro modalidades para su tesis de Maestría en Administración de la Educación: copia literal sin mención de fuente; mención de fuente y aparente parafraseo, pero copia literal de los textos; mención de fuente y combinación de parafraseo con copia literal; y toma de ideas de otro autor sin mención de fuente.
En noviembre del 2018, Acuña declara ante la fiscalía sobre caso de Lavado de Activos, las investigaciones siguen abiertas, el presidente del partido Alianza para el Progreso, indicó que las transferencias son lícitas ante autoridades judiciales.
En 2021, César Acuña es investigado por lavado. La adquisición de un inmueble en la urbanización Soto de La Moraleja, en Madrid (España), valorizado en un millón 200 mil euros, es la razón por la que es investigado.
En 2023 una estatua de color oro en tamaño real fue develada en la Universidad César Vallejo, pero fue retirada un día después de su exhibición. Aunque se conoció una iniciativa de un grupo de exdocentes de una facultad de la universidad, el periodista de investigación Christopher Acosta señaló que la colocación de la estatua se trataría de un deseo personal. En ese año, el Poder Judicial ordenó a Acuña incrementar la pensión destinado a un hijo con su expareja radicada en Suiza, luego que ella acreditara que este tiene un salario mayor a los 200 mil soles.
En 2024, la periodista Paola Ugaz señaló que César Acuña no puede ingresar en los Estados Unidos desde que este país le retiró la visa en 2022. Acuña confirmó su situación meses después debido a que su familia cuenta con una denuncia por lavado de activos.
En ese mismo año, el 77 % de los participantes en la encuesta El poder en el Perú opinaron que Acuña debería dejar la política.
En 2025 fue investigado por el Ministerio Público por permitir que el gobierno regional entregara dos contratos millonarios a una empresa civil de poca experiencia, cuya accionista mayoritaria es la estudiante de Derecho Lucero Coca Condori. El gerente regional, Martín Namay, negó que Coca Condori hubiera firmado de forma ilegal los dos contratos en 2024.

## Reconocimientos
- Ha recibido el grado de doctor honoris causa por la Universidad Hispana de Utah (Estados Unidos)[58] y la Universidad Señor de Sipán.[59]
- Gran Cruz de la Orden Isabel la Católica, distinción otorgada por el rey Juan Carlos I, rey de España.
- Medalla de Oro otorgada por la Universidad Johanne Kepler. Linz, Austria en el año 2004.